# Novillas
Novillas è un comune spagnolo di 673 abitanti situato nella comunità autonoma dell'Aragona.